# 일산동구의 행정 구역
일산동구의 행정 구역은 12개 동, 261개 통, 1,678개 반으로 구성되어 있다. 일산동구의 면적은 59.10km2로 시 전체의 22.1%를 차지하고 있다. 인구는 2012년 8월 1일을 기준으로 107,526세대, 280,180명으로 시의 28.9%를 차지하고 있다.

## 행정 구역
2012년 8월 1일 기준 인구와 면적은 아래와 같다.
| 행정동   | 한자     | 면적  | 세대    | 인구    | 행정 지도 |
| -------- | -------- | ----- | ------- | ------- | --------- |
| 고봉동   | 高烽洞   | 24.96 | 6,506   | 15,157  |           |
| 마두1동  | 馬頭洞   | 2.21  | 9,314   | 27,862  |           |
| 마두2동  | 馬頭洞   | 0.63  | 5,981   | 18,118  |           |
| 백석1동  | 白石洞   | 1.77  | 10,941  | 28,310  |           |
| 백석2동  | 白石洞   | 0.80  | 10,556  | 22,341  |           |
| 식사동   | 食寺洞   | 6.82  | 8,446   | 25,883  |           |
| 장항1동  | 獐項洞   | 9.42  | 1,544   | 3,150   |           |
| 장항2동  | 獐項洞   | 2.45  | 13,164  | 26,350  |           |
| 정발산동 | 鼎鉢山洞 | 1.53  | 10,942  | 29,115  |           |
| 중산1동  | 中山洞   | -     | -       | -       |           |
| 중산2동  | 中山洞   | -     | -       | -       |           |
| 풍산동   | 楓山洞   | 5.66  | 13,704  | 38,813  |           |
| 일산동구 | 東區     | 59.10 | 107,526 | 280,180 |           |

## 법정동
| 행정동   | 법정동                                   |
| -------- | ---------------------------------------- |
| 고봉동   | 사리현동, 지영동, 문봉동, 설문동, 성석동 |
| 마두1동  | 마두동(일부)                             |
| 마두2동  | 마두동(일부)                             |
| 백석1동  | 백석동(일부)                             |
| 백석2동  | 백석동(일부)                             |
| 식사동   | 식사동                                   |
| 장항1동  | 장항동(일부), 백석동(일부)               |
| 장항2동  | 장항동(일부)                             |
| 정발산동 | 정발산동                                 |
| 중산1동  | 중산동(일부)                             |
| 중산2동  | 중산동(일부)                             |
| 풍산동   | 풍동, 산황동                             |

## 연혁
- 1413년 조선 태종 13년에 ‘고봉’과 ‘덕양’의 앞자와 뒷자를 따서 고양현으로 명명함.
- 1471년 조선 성종 연간에 일산 지역이 고양현에서 고양군으로 승격
- 1895년 고종 3년에 한성부에 포함
- 1936년 당시 고양땅은 지금 서울의 강북 대부분이 포함된 광활한 구역이었다. 당시 이곳 일산은 ‘중면’으로 불리었다.
- 1980년 중면이 일산읍으로 승격
- 1986년 일산읍의 동부 풍동리, 백석리, 마두리, 장항리 등을 관할하는 일산읍 백마출장소가 분리, 신설
- 1989년 일산 신시가지 개발 발표
- 1992년에는 고양시로 승격
- 1996년 3월 1일 덕양구와 일산구로 분구
- 2005년 5월 16일 고양시 일산구가 일산동구와 일산서구로 분리되었다. 식사동, 일산4동, 풍산동, 백석동, 마두1동, 마두2동, 장항1동, 장항2동, 고봉동 일원과 일산2동 일부가 일산동구의 관할이 되었다.[2] 또한 일산4동은 정발산동으로 개칭하고, 일산2동의 일부는 중산동으로 신설하였다. (10행정동 13법정동)
- 2006년 10월 29일 백석동을 백석1동, 백석2동으로 분동하였다.[3] (11행정동)
- 2022년 1월 3일 중산동을 중산1동, 중산2동으로 분동하였다.